# Sargassum pallidum
Sargassum pallidum es una especie de alga nativa del este de Asia y el sudeste asiático. Pertenece al subgénero Bactrophycus, sección Teretia del género Sargassum. Junto con Sargassum fusiforme, S. pallidum a menudo se seca y se procesa en una medicina china tradicional conocida como Hai Zao o Herba Sargassi.